# Poletno gledališče Studenec
Poletno gledališče Studenec je pokrito gledališče na prostem. Nahaja se v kraju Studenec pri Krtini (Občina Domžale). V sklopu Kulturno poletnega festivala se tu odvijejo kulturni dogodki, tako glasbeni (koncerti, obletnice glasbenih zasedb) kot gledališki (domača gledališča predstava in gostujoče predstave). Dogodke organizira Kulturno društvo Miran Jarc Škocjan, ki mu predseduje Alojz Stražar. Poleg ljubljanskih Križank in portoroškega Avditorija je to edino pokrito letno gledališče v Sloveniji. Gledališče ima nekaj več kot 1000 sedežev. Obnovljeno je bilo leta 2003.

## Kulturne prireditve

### Domače predstave
Domače prireditve so od samega začetka organizirali bratje Stražar – Tone Stražar, Stane Stražar, France Stražar in Alojz Stražar. Prva domača gledališka predstava je bila uprizorjena leta 1949 z naslovom 'V Ljubljano jo dajmo' (Josip Vogrin) pod Šinkovčevem kozolcu na Studencu. Režiral jo je dvajsetletni Stane Stražar, pobudnik in soustanovitelj dramske skupine. Društvo je delovalo pod okriljem prostovoljnega gasilskega društva Studenec, na predlog Franceta Stražarja pa so se leta 1962 osamosvojili in preimenovali v 'Prosvetno društvo Miran Jarc Škocjan'. Prvi predsednik je postal takrat osemnajstletni Alojz Stražar, ki društvu predseduje še danes.
Leta 1988 je društvo prvič predstavilo Glasbo treh dežel: glasbo osrednje Slovenije, avstrijske Koroške in italijanske Benečije. Pobudnik zbliževanja zamejskih Slovencev z matično domovino je bilo Kulturno društvo Miran Jarc Škocjan. Prireditev je bila ukinjena leta 2003.
Leta 2000 se je začel Kulturni poletni festival na Studencu, ki se že tradicionalno začenja v Cerkvi sv. Lenarta na Krtini. Obiskane so predvsem domače gledališke predstave, v sklopu festivala pa se prirejajo tudi glasbeni koncerti in uprizarjajo gostujoče predstave.
Seznam domačih gledaliških prireditev:
| Leto | Avtor besedila                                               | Prireditev                                                                         | Režija                           |
| 1949 | Josip Ogrin                                                  | V LJUBLJANO JO DAJMO, veseloigra                                                   | Stane Stražar in Viktor Satenšek |
| 1950 | Neznani avtor                                                | DVA PARA SE ŽENITA, veseloigra                                                     | Anton Stražar                    |
| 1951 | Neznani avtor                                                | BABILON, veseloigra                                                                | Anton in Stane Stražar           |
|      | Jaka Štok                                                    | TRIJE TIČKI, veseloigra                                                            | Anton Stražar                    |
| 1953 | Franc Stegnar                                                | ŽRTVI LJUBEZNI, tragedija                                                          | Stane Stražar                    |
| 1955 | Jaka Štok                                                    | TRIJE TIČKI, veseloigra, drugič                                                    | France Stražar                   |
| 1960 | Branislav Nušić                                              | NAVADEN ČLOVEK, komedija                                                           | France Stražar                   |
|      | Branko Hofman                                                | SVETLOBA VELIKE SAMOTE, drama                                                      | France Stražar                   |
| 1961 | Carlo Goldoni                                                | SLUGA DVEH GOSPODOV, veseloigra                                                    | France Stražar                   |
|      | Carlo Goldoni                                                | SLUGA DVEH GOSPODOV, veseloigra                                                    | France Stražar                   |
|      | Neznani avtor                                                | OBRAČUN, drama, iz narodnoosvobodilne vojne                                        | France Stražar                   |
| 1962 | Viktor Korže                                                 | MICKI JE TREBA MOŽA, veseloigra                                                    | France Stražar                   |
|      | Anton Koren                                                  | VOHUNKA 907, kriminalna drama                                                      | France Stražar                   |
|      | Stane Stražar                                                | BRATOVA KRI, drama                                                                 | France Stražar                   |
| 1963 | Ivan Cankar                                                  | MATI, dramatizacija črtice                                                         | Lojze Stražar                    |
|      | Ivan Potrč                                                   | IZDAJALEC, enodejanka iz narodnoosvobodilne vojne                                  | Lojze Stražar                    |
| 1964 | Dr. Josip Štolba                                             | STARI GREHI, veseloigra                                                            | France Stražar                   |
| 1966 | Vojmil Rabadan                                               | KADAR SE ŽENSKI JEZIK NE SUČE, komedija                                            | Lojze Stražar                    |
| 1967 | Josip Kolan                                                  | KLOPČIČ, komedija                                                                  | Lojze Stražar                    |
| 1968 | Klabund                                                      | KROG S KREDO, kitajska drama                                                       | Lojze Stražar                    |
| 1969 | Franc Kolenc                                                 | A NJEGA NI, drama iz prve svetovne vojne                                           | Lojze Stražar                    |
| 1970 | Ivan Radenšek                                                | ČRNA ŽENA, režija                                                                  | Lojze Stražar                    |
| 1972 | Neznani francoski avtor                                      | JEZIČNI DOHTAR PETELIN, burka                                                      | Lojze Stražar                    |
| 1973 | France Bevk, dramatizacija: Boris Grabnar                    | KAPLAN MARTIN ČEDERMAC                                                             | Lojze Stražar                    |
| 1974 | Stane Stražar                                                | BRATOVA KRI, drugič                                                                | Lojze Stražar                    |
| 1975 | Josip Ogrin                                                  | V LJUBLJANO JO DAJMO, drugič                                                       | Lojze Stražar                    |
| 1978 | Niko Kuret                                                   | KRANJSKI BARON JURIJ VEGA, tragedija                                               | Lojze Stražar                    |
| 1979 | Nikolaj V. Gogolj                                            | ŽENITEV, komedija                                                                  | Lojze Stražar                    |
|      | Ivan Cankar                                                  | HLAPEC JERNEJ, dramatizirana povest                                                | France Stražar                   |
| 1980 | Nikolaj V. Gogolj                                            | ŽENITEV, ponovitev                                                                 | Lojze Stražar                    |
| 1981 | Fran Levstik                                                 | MARTIN KRPAN                                                                       | Lojze Stražar                    |
| 1982 | Neznani avtor, priredil Lojze Stražar                        | ZGUBLJENI REDI, otroška igra                                                       | Lojze Stražar                    |
|      | Fran Levstik                                                 | MARTIN KRPAN, ponovitev                                                            | Lojze Stražar                    |
| 1983 | Janko Kersnik                                                | TESTAMENT                                                                          | Lojze Stražar                    |
| 1984 |                                                              | UČNA URA                                                                           | Lojze Stražar                    |
| 1985 | France Bevk                                                  | KAPLAN MARTIN ČEDEMARC, drugič                                                     | Lojze Stražar                    |
| 1987 | Lojze Stražar                                                | Domača prireditev ob 700. obletnici vasi Brezje in okoliških vasi VEČER POD LIPAMI | Lojze Stražar                    |
| 1988 | Fran Saleški Finžgar                                         | DIVJI LOVEC                                                                        | Lojze Stražar                    |
|      | Lojze Stražar                                                | GLASBA TREH DEŽEL                                                                  | Lojze Stražar                    |
| 1989 | Lojze Stražar                                                | GLASBA TREH DEŽEL, drugič                                                          | Lojze Stražar                    |
| 1990 | Vandot-Partljič                                              | KEKEC JE PAČ KEKEC                                                                 | Lojze Stražar                    |
|      | Lojze Stražar                                                | GLASBA TREH DEŽEL, tretjič                                                         | Lojze Stražar                    |
|      | Lojze Stražar                                                | MIKLAVŽEVANJE                                                                      | Lojze Stražar                    |
| 1991 | Vandot-Partljič                                              | KEKEC JE PAČ KEKEC, ponovitev                                                      | Lojze Stražar                    |
|      | Lojze Stražar                                                | GLASBA TREH DEŽEL, četrtič                                                         | Lojze Stražar                    |
|      | Lojze Stražar                                                | MIKLAVŽEVANJE, drugič                                                              | Lojze Stražar                    |
| 1992 | Lojze Stražar                                                | GLASBA TREH DEŽEL, petič                                                           | Lojze Stražar                    |
|      | Lojze Stražar                                                | MIKLAVŽEVANJE, tretjič                                                             | Lojze Stražar                    |
| 1993 | Jože Wombergar                                               | VODA, komedija                                                                     | Lojze Stražar                    |
| 1992 | Lojze Stražar                                                | GLASBA TREH DEŽEL, šestič                                                          | Lojze Stražar                    |
|      | Lojze Stražar                                                | MIKLAVŽEVANJE, četrtič                                                             | Lojze Stražar                    |
| 1994 | Lojze Stražar                                                | GLASBA TREH DEŽEL, sedmič                                                          | Lojze Stražar                    |
|      | Lojze Stražar                                                | MIKLAVŽEVANJE, petič                                                               | Lojze Stražar                    |
| 1995 | Ivan Radenšek                                                | ČRNA ŽENA, drugič                                                                  | Lojze Stražar                    |
|      | Lojze Stražar                                                | GLASBA TREH DEŽEL, osmič                                                           | Lojze Stražar                    |
|      | Lojze Stražar                                                | MIKLAVŽEVANJE, šestič                                                              | Lojze Stražar                    |
| 1996 | Franc Kolenc                                                 | A NJEGA NI, drugič                                                                 | Lojze Stražar                    |
|      | Lojze Stražar                                                | GLASBA TREH DEŽEL, devetič                                                         | Lojze Stražar                    |
|      | Lojze Stražar                                                | MIKLAVŽEVANJE, sedmič                                                              | Lojze Stražar                    |
| 1997 | Thomas Brandon                                               | CHARLEYJEVA TETA, komedija                                                         | Lojze Stražar                    |
|      | Lojze Stražar                                                | GLASBA TREH DEŽEL, desetič                                                         | Lojze Stražar                    |
|      | Lojze Stražar                                                | MIKLAVŽEVANJE, osmič                                                               | Lojze Stražar                    |
| 1998 | Thomas Brandon                                               | CHARLEYJEVA TETA, ponovitev                                                        | Lojze Stražar                    |
|      | Rudolf Hahn                                                  | ČEVLJAR BARON                                                                      | Lojze Stražar                    |
|      | Lojze Stražar                                                | GLASBA TREH DEŽEL, enajstič                                                        | Lojze Stražar                    |
|      | Lojze Stražar                                                | MIKLAVŽEVANJE, devetič                                                             | Lojze Stražar                    |
| 1999 | Klabund                                                      | KROG S KREDO, drugič                                                               | Lojze Stražar                    |
|      | Lojze Stražar                                                | GLASBA TREH DEŽEL, dvanajstič                                                      | Lojze Stražar                    |
|      | Lojze Stražar                                                | MIKLAVŽEVANJE, desetič                                                             | Lojze Stražar                    |
| 2000 | Radovan Gobec, priredil Lojze Stražar                        | PLANINSKA ROŽA, opereta                                                            | Lojze Stražar                    |
|      | Lojze Stražar                                                | GLASBA TREH DEŽEL, trinajstič                                                      | Lojze Stražar                    |
|      | Lojze Stražar                                                | MIKLAVŽEVANJE, enajstič                                                            | Lojze Stražar                    |
| 2001 | Radovan Gobec, priredil Lojze Stražar                        | PLANINSKA ROŽA, ponovitev                                                          | Lojze Stražar                    |
|      | Jakob Sket, dramatizacija: Fran Žižek                        | MIKLOVA ZALA                                                                       | Lojze Stražar                    |
|      | Lojze Stražar                                                | GLASBA TREH DEŽEL, štirinajstič                                                    | Lojze Stražar                    |
|      | Lojze Stražar                                                | MIKLAVŽEVANJE, dvanajstič                                                          | Lojze Stražar                    |
| 2002 | Fran Levstik, dramatizacija: Jože Humer                      | MARTIN KRPAN, drugič                                                               | Lojze Stražar                    |
|      | Lojze Stražar                                                | GLASBA TREH DEŽEL, petnajstič                                                      | Lojze Stražar                    |
|      | Lojze Stražar                                                | MIKLAVŽEVANJE, trinajstič                                                          | Lojze Stražar                    |
| 2003 | Nikolaj V. Gogolj                                            | ŽENITEV, drugič                                                                    | Lojze Stražar                    |
|      | Lojze Stražar                                                | GLASBA TREH DEŽEL, šestnajstič                                                     | Lojze Stražar                    |
|      | Lojze Stražar                                                | MIKLAVŽEVANJE, štirinajstič                                                        | Lojze Stražar                    |
| 2004 | Ivan Tavčar, priredil Lojze Stražar                          | CVETJE V JESENI                                                                    | Lojze Stražar                    |
|      | Lojze Stražar                                                | MIKLAVŽEVANJE, petnajstič                                                          | Lojze Stražar                    |
| 2005 | Thornton Wilder                                              | ŽENITNA MEŠETARKA                                                                  | Lojze Stražar                    |
|      | Lojze Stražar                                                | MIKLAVŽEVANJE, šestnajstič                                                         | Lojze Stražar                    |
| 2006 | Karel Zeller                                                 | PTIČAR, opereta                                                                    | Lojze Stražar                    |
|      | Lojze Stražar                                                | MIKLAVŽEVANJE, sedemnajstič                                                        | Lojze Stražar                    |
| 2007 | Vandot-Partljič                                              | KEKEC JE PAČ KEKEC, drugič                                                         | Lojze Stražar                    |
|      | Lojze Stražar                                                | MIKLAVŽEVANJE, osemnajstič                                                         | Lojze Stražar                    |
| 2008 | Josip Kolan                                                  | KLOPČIČ, drugič                                                                    | Lojze Stražar                    |
|      | Lojze Stražar                                                | MIKLAVŽEVANJE, devetnajstič                                                        | Lojze Stražar                    |
| 2009 | Josip Ogrinec, priredba Roman Končar                         | V LJUBLJANO JO DAJMO, drugič                                                       | Lojze Stražar                    |
|      |                                                              | JUBILEJ OB 60-LETNICI KULTURNEGA DRUŠTVA MIRAN JARC                                | Lojze Stražar                    |
|      | Lojze Stražar                                                | MIKLAVŽEVANJE, dvajsetič                                                           | Lojze Stražar                    |
| 2010 | Fran Saleški Finžgar                                         | POD SVOBODNIM SONCEM                                                               | Lojze Stražar                    |
|      | Lojze Stražar                                                | MIKLAVŽEVANJE, enaindvajsetič                                                      | Lojze Stražar                    |
| 2011 | Georges Feydeau                                              | DAMA IZ MAXIMA                                                                     | Lojze Stražar                    |
|      | Lojze Stražar                                                | MIKLAVŽEVANJE, dvaindvajsetič                                                      | Lojze Stražar                    |
| 2012 | Jaroslav Hašek                                               | DOGODIVŠČINE DOBREGA VOJAKA ŠVEJKA                                                 | Lojze Stražar                    |
|      | Lojze Stražar                                                | MIKLAVŽEVANJE, triindvajsetič                                                      | Lojze Stražar                    |
| 2013 | Fran Miličinski                                              | BUTALCI                                                                            | Lojze Stražar                    |
|      | Lojze Stražar                                                | MIKLAVŽEVANJE, štiriindvajsetič                                                    | Lojze Stražar                    |
| 2014 | Roman Končar, priredil Lojze Stražar                         | VESELICA V DOLINI TIHI                                                             | Lojze Stražar                    |
|      | Lojze Stražar                                                | MIKLAVŽEVANJE, petindvajsetič                                                      | Lojze Stražar                    |
| 2015 | Ferdinand Raimund, priredil Lojze Stražar                    | KRALJ GORA IN LJUDOMRZNIK                                                          | Lojze Stražar                    |
|      | Lojze Stražar                                                | MIKLAVŽEVANJE, šestindvajsetič                                                     | Lojze Stražar                    |
| 2016 | Thomas Brandon                                               | CHARLEYEVA TETA                                                                    | Lojze Stražar                    |
|      | Lojze Stražar                                                | MIKLAVŽEVANJE, sedemindvajsetič                                                    | Lojze Stražar                    |
| 2017 | Fran Saleški Finžgar                                         | DIVJI LOVEC                                                                        | Lojze Stražar                    |
|      | Lojze Stražar                                                | MIKLAVŽEVANJE, osemindvajsetič                                                     | Lojze Stražar                    |
| 2018 | Lojze Stražar in Eva Kraševec                                | LEPO JE BITI MUZIKANT, izvirna igra z glasbo Slavka in Vilka Avsenika              | Lojze Stražar                    |
| 2019 | Lojze Stražar                                                | LEPO JE BITI MUZIKANT, drugi del                                                   | Lojze Stražar                    |
|      | Lojze Stražar                                                | MIKLAVŽEVANJE, devetindvajsetič                                                    | Lojze Stražar                    |
| 2021 | Oskar Blumenthal in Gustav Kadelburg, priredil Lojze Stražar | PRI BELEM KONJIČKU                                                                 | Lojze Stražar                    |
|      | Lojze Stražar                                                | MIKLAVŽEVANJE, tridesetič                                                          | Lojze Stražar                    |
| 2022 | Josip Jurčič, priredil Lojze Stražar                         | DESETI BRAT                                                                        | Lojze Stražar                    |